# Léo e Bia
Léo e Bia é um filme de drama musical brasileiro de 2010 dirigido e escrito por Oswaldo Montenegro. Estrelado por Emílio Dantas e Fernanda Nobre nos papéis-título, o filme se passa na década de 1970 e acompanha um grupo de sete amigos que moram em Brasília e sonham em viver do teatro. Conta ainda com as atuações de Paloma Duarte, Pedro Caetano, Vitória Frate, Ivan Mendes, Pedro Nercessian e a participação especial de Françoise Forton no elenco.
Léo e Bia teve sua première mundial no Festival de Cinema de Recife em 10 de maio de 2010 e foi lançado nos cinemas do Brasil em 17 de agosto de 2010 pele Copacabana Filmes. O filme foi recebido com muito entusiasmo pela crítica especializada, que, no geral, o considerou criativo e pouco convencional, com elogios para o roteiro que oferece reflexões profundas sobre resistência, arte e juventude. Em termos comerciais, o filme foi pouco distribuídos e assistido por cerca de 3.600 pessoas e gerando uma receita aproximada de R$ 20 mil.
Paloma Duarte foi premiada com o Troféu Calunga de Melhor Atriz em Longa-Metragem, no Cine PE - Festival do Audiovisual de Recife, por sua atuação no filme, o qual ela também atua como produtora executiva. Oswaldo Montenegro também recebeu o Troféu Calunga de Melhor Trilha Sonora.

## Premissa
Brasília, 1973. Em meio à atmosfera sufocante do regime militar, um grupo de sete amigos, jovens e cheios de sonhos como a própria capital em que vivem, luta para construir um futuro no teatro. Sob a liderança do idealista e talentoso diretor Léo (Emílio Dantas), eles ensaiam uma peça ousada que traça paralelos provocativos entre Jesus Cristo e o cangaceiro Lampião, desafiando as convenções artísticas e sociais da época.
Enquanto isso, a repressão política atinge seu auge e temas como liberdade sexual continuam sendo tabus. Nesse cenário de tensão e contradições, Bia (Fernanda Nobre) enfrenta suas próprias batalhas internas, lidando com a sufocante obsessão de sua mãe (Françoise Forton), que a aprisiona em um mundo de expectativas e cobranças. Entre conflitos pessoais e coletivos, o grupo é forçado a confrontar os limites impostos pela sociedade, questionando os valores que sustentam a moralidade e a liberdade em tempos de censura e opressão.

## Elenco
- Emílio Dantas como Léo
- Fernanda Nobre como Bia
- Paloma Duarte como Marina
- Vitória Frate como Cachorrinha
- Pedro Caetano como Cabelo
- Ivan Mendes como Brookie
- Pedro Nercessian como Encrenca
- Françoise Forton como mãe de Bia

## Produção

### Concepção e desenvolvimento
O filme Léo e Bia é baseado no musical homônimo, sucesso dos anos 1980, que atraiu mais de 500 mil espectadores aos teatros brasileiros. Segundo os realizadores, o longa-metragem não deve ser confundido com uma peça filmada, pois buscou explorar a linguagem do cinema em sua totalidade.
Essa produção marca a estreia de Oswaldo Montenegro na direção de um longa-metragem, reforçando sua transição das artes cênicas para o cinema. O filme também é um marco na carreira de Paloma Duarte, que estreia como produtora executiva. Sua personagem, Marina, é baseada em Madalena Salles, amiga e colaboradora de longa data de Montenegro.
Rodado em apenas 10 dias no Rio de Janeiro, Léo e Bia contou com cinco meses de ensaios intensos do elenco e um mês de experimentação com movimentos de câmera. Notavelmente, o filme foi produzido sem patrocínio, utilizando apenas recursos próprios, o que reflete o espírito independente da obra. O longa se passa inteiramente em um único cenário, o que potencializa o trabalho de atuação e a força narrativa. André Horta, responsável pela fotografia, traz sua experiência adquirida no sucesso 2 Filhos de Francisco, enquanto a montagem ficou a cargo de Pedro Gracindo, que recentemente havia trabalhado no documentário Paulo Gracindo - O Bem-Amado (2009).

### Escolha do elenco
O elenco reúne talentos consagrados e emergentes. Françoise Forton, afastada do cinema desde Araguaya - Conspiração do Silêncio (2004), retorna com força à tela grande. Já Emilio Dantas (Léo), além de ator, era conhecido por ser compositor e ex-vocalista das bandas “Mulher do Padre” e “Som da Rua”. Este é seu segundo longa-metragem, novamente ao lado de Paloma Duarte, após Teus Olhos Meus (2009). Outros destaques incluem Vitória Frate (Cachorrinha), que fez sua estreia em Era Uma Vez (2008). Pedro Caetano (Cabelo) também participa, em seu segundo longa-metragem, antecedido pelo inédito A Quente! (2010).

## Lançamento
O filme foi exibido pela primeira vez no Brasil em 10 de maio de 2010 durante o Cine PE - Festival do Audiovisual, em Recife, Pernambuco, e foi lançado comercialmente nos cinemas do Brasil em 17 de setembro de 2010 pela Copacabana Filmes.

## Recepção

### Bilheteria
De acordo com dados da Agência Nacional do Cinema (Ancine), Léo e Bia foi distribuído em 3 salas de cinema em seu lançamento, em 2010, e registrou um público de 3.622. Ao todo, o filme teve uma bilheteria estimada em R$ 20.445,40.

### Resposta da crítica
O estrondoso sucesso do musical Léo e Bia foi um fator decisivo para que Oswaldo Montenegro, o menestrel por trás da obra, considerasse adaptar a história para o cinema. Aclamado por sua capacidade de emocionar o público nos palcos, Montenegro viu na narrativa uma oportunidade de explorar novos horizontes criativos nas telonas. A proposta singular do filme chamou a atenção de críticos e cinéfilos, incluindo Jane Andrade, que o descreveu como "um filme com espírito de teatro, um Dogville brasileiro." A comparação com a obra do renomado cineasta dinamarquês Lars von Trier destaca o caráter minimalista e a força dramática da produção, que utiliza poucos elementos cênicos para alcançar um impacto emocional profundo.
A crítica especializada do site AdoroCinema atribuiu uma alta avaliação a Léo e Bia, concedendo ao filme 4 de 5 estrelas. O longa foi elogiado por sua abordagem criativa e pouco convencional, que dá vida à história de um grupo de jovens enfrentando os desafios de sua época sem abrir mão de seus sonhos. Entre os diversos momentos marcantes da narrativa, um destaque especial foi reservado para a cena em que os personagens interpretam uma canção dedicada ao professor, considerada uma sequência antológica e de grande impacto emocional. A crítica ressaltou que, além de ser uma experiência divertida, o filme oferece reflexões profundas sobre resistência, arte e juventude.

### Prêmios e indicações
| Ano  | Associações                                 | Categoria                                            | Recipiente(s)      | Resultado |
| ---- | ------------------------------------------- | ---------------------------------------------------- | ------------------ | --------- |
| 2010 | Cine PE - Festival do Audiovisual de Recife | Troféu Calunga de Melhor Atriz em Longa-metragem     | Paloma Duarte      | Venceu    |
| 2010 | Cine PE - Festival do Audiovisual de Recife | Melhor Trilha Sonora (competição de longa-metragens) | Oswaldo Montenegro | Venceu    |

## Trilha sonora
A música é uma peça central de Léo e Bia, com todos os temas e arranjos assinados por Oswaldo Montenegro. A trilha sonora inclui composições icônicas como “Pra Longe do Paranoá”, “Léo e Bia” e “Vida de Artista”, interpretadas por diversos artistas. As canções não apenas embalam a narrativa, mas também conectam o público ao espírito da época retratada. A produtora de Montenegro, com então 18 anos de história e 14 peças musicais no portfólio, como Léo e Bia e A Dança dos Signos, realizou com este longa sua primeira incursão no cinema nacional.